# Metropolregion Charlotte

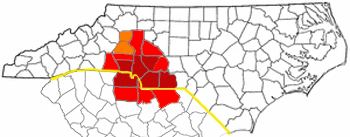
Metropolregion Charlotte

Die Metropolregion Charlotte (Englisch: Charlotte metropolitan area) ist eine Metropolregion in North Carolina und South Carolina in und um die Stadt Charlotte. Zur Metropolregion gehören auch die Städte Gastonia, Concord, Huntersville und Rock Hill sowie die großen Vororte in den Countys um das Mecklenburg County, das im Zentrum der Metropolregion liegt. Das im Piedmont gelegene Gebiet ist der größte Ballungsraum in den Carolinas und der viertgrößte im Südosten der Vereinigten Staaten.
Es gibt zwei offizielle Grenzen für den Großraum Charlotte: Die Charlotte–Concord–Gastonia Metropolitan Statistical Area (MSA) und die Charlotte–Concord Combined Statistical Area (CSA). Die beiden Regionen sind identisch, abgesehen von der Hinzufügung von zwei Countys, Cleveland und Stanly, zur Charlotte–Concord CSA, die nicht in der Charlotte–Concord–Gastonia MSA enthalten sind. Die CSA hat eine Einwohnerzahl von knapp drei Millionen Menschen und erstreckt sich über eine Fläche von ca. 7800 km². Die Region zählt zu den demografisch am schnellsten wachsenden des Landes.

## Countys
Alle Countys der Charlotte–Concord–Gastonia MSA:
| County             | Einwohnerzahl 2020 Census | Einwohnerzahl 2010 Census | Änderung |
| ------------------ | ------------------------- | ------------------------- | -------- |
| Mecklenburg County | 1.115.482                 | 919.628                   | +21,30 % |
| York County        | 282.090                   | 226.073                   | +24,78 % |
| Union County       | 238.267                   | 201.292                   | +18,37 % |
| Gaston County      | 227.943                   | 206.086                   | +10,61 % |
| Cabarrus County    | 225.804                   | 178.011                   | +26,85 % |
| Iredell County     | 186.693                   | 159.437                   | +17,10 % |
| Rowan County       | 146.875                   | 138.428                   | +6,10 %  |
| Cleveland County   | 99.519                    | 98.078                    | +1,47 %  |
| Lancaster County   | 96.016                    | 76.652                    | +25,26 % |
| Lincoln County     | 86.810                    | 78.256                    | +10,93 % |
| Stanly County      | 62.504                    | 60.585                    | +3,17 %  |
| Chester County     | 32.294                    | 33.140                    | −2,55 %  |
| Anson County       | 22.055                    | 26.948                    | −18,16 % |
| Total              | 2.822.352                 | 2.402.614                 | +17,47 % |

## Orte

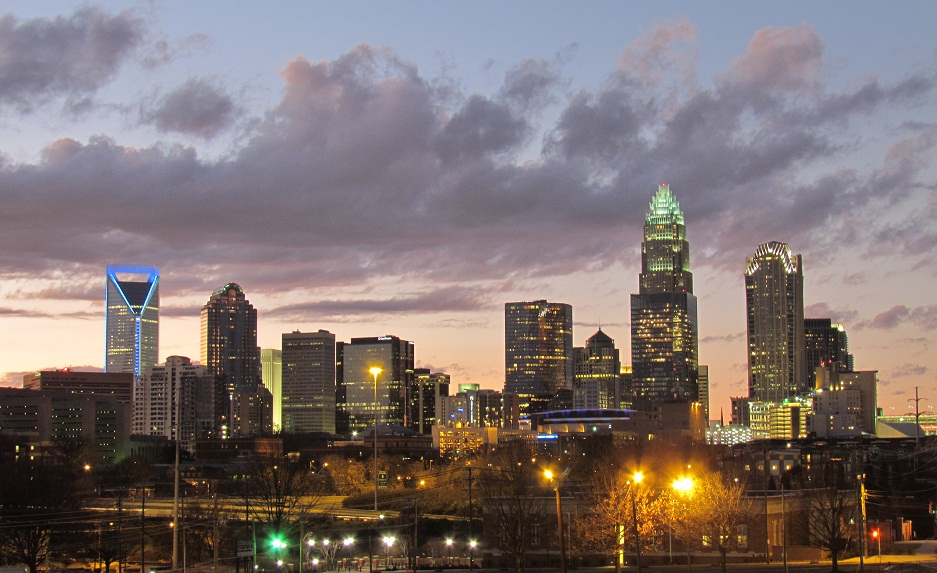
Skyline von Charlotte

Folgende Orte innerhalb der Metropolregion hatten bei der Volkszählung 2020 mehr als 30.000 Einwohner:
- Charlotte (874.579)
- Concord (105.240)
- Gastonia (80.411)
- Rock Hill (74.372)
- Huntersville (61.376)
- Kannapolis (53.114)
- Mooresville (50.193)
- Indian Trail (39.997)
- Salisbury (35.540)
- Monroe (34.562)
- Cornelius (31.412)

## Bevölkerung
Seit 1990 hat sich die Bevölkerung fast verdoppelt, was auf natürliches Wachstum und Zuwanderung aus dem Ausland und Inland zurückzuführen ist. Die Bevölkerung konzentriert sich auf das Mecklenburg County. 2020 waren 60,3 % der Bevölkerung Weiße, 21,6 % waren Schwarze, 4,2 % waren Asiaten, 0,5 % waren amerikanische Ureinwohner und 13,3 % gehörten mehreren oder sonstigen Gruppen an. Insgesamt 11,3 % waren, unabhängig von der Ethnie, spanischer oder lateinamerikanischer Abstammung.
| Jahr | Einwohner¹ |
| ---- | ---------- |
| 1990 | 1.501.663  |
| 2000 | 1.897.034  |
| 2010 | 2.402.623  |
| 2020 | 2.822.352  |

¹ 1990–2020: Volkszählungsergebnisse

## Wirtschaft
Der Großraum Charlotte ist ein globales Finanzzentrum, ein Verkehrsknotenpunkt und ein Unterhaltungszentrum. Charlotte ist eines der größten und ein aufstrebendes Finanzzentrum der Vereinigten Staaten. Hier befindet sich der Hauptsitz der Bank of America und Truist Financial sowie der Ostküstenhauptsitz und das größte Beschäftigungszentrum von Wells Fargo. Auch die Unternehmen Lowe’s, Duke Energy und Honeywell International haben innerhalb der Metropolregion Charlotte ihren Hauptsitz. Der in Mecklenburg County gelegene Charlotte Douglas International Airport ist einer der größten Flughäfen der Welt, gemessen an den Flugbewegungen, und die Lage der Stadt an der Kreuzung der I-85 und der I-77 macht sie zu einem Logistikzentrum für den Straßenverkehr. Die Wirtschaftsleistung der Region beläuft sich 2020 auf 184 Milliarden US-Dollar.